# Distretto di Phu Phiang
Il distretto di Phu Phiang (in thailandese: ภูเพียง) è un distretto (amphoe) della Thailandia, situato nella provincia di Nan.